# Lindi Kálnoky
Lindi Kálnoky (* 2. November 1935 in Duivelskloof, Transvaal) ist eine österreichische Naturwissenschaftlerin und Politikerin (ÖVP).

## Biografie
Geboren als Tochter deutschstämmiger Farmer in Südafrika, wuchs sie nach dem Tod ihres Vaters in Westfalen auf und studierte Biologie und Pharmakognosie an den Universitäten von Münster und Graz, wo sie 1961 promovierte. Sie war am LKH Graz und später in der medizintechnischen Forschung bei der AVL List tätig. Über den Arbeitskreis „Modell Steiermark“ kam sie zur Steirischen Volkspartei, die sie 1982/83 im Bundesrat und 1983 bis 1991 im Steiermärkischen Landtag vertrat. Zwischen 1988 und 1991 war Kálnoky Dritte Präsidentin des Landtages.
Ihre politischen Schwerpunkte lagen im Bereich der Gesundheitspolitik, unter anderem geht die Gründung des Fonds Gesundes Österreich wesentlich auf ihre Initiative zurück. Zwischen 1999 und 2009 war sie Vizepräsidentin des Österreichischen Roten Kreuzes.
Lindi Kálknoky ist verheiratet und Mutter von sechs Töchtern.

## Auszeichnungen
- Großes Goldenes Ehrenzeichen des Landes Steiermark mit dem Stern, 2004
- Großes Ehrenzeichen für Verdienste um die Republik Österreich, 2011[1][2]